# Кримські походи (1736—1738)
Кримські походи 1736—1738 — три воєнні походи російської армії та українського козацького війська на Кримський ханат під час російсько-турецької війни 1735—1739.

## Опис
Перший похід розпочався 1736 року. У травні російсько-українська армія під командуванням генерал-фельдмаршала Б.-К. Мініха та наказного гетьмана Якова Лизогуба штурмом здобула Перекоп, а в червні — Ґьозлеве (Козлов; нині м. Євпаторія) та Бахчисарай. Під час бою за Ґьозлеве був смертельно поранений миргородський полковник П. Апостол. Через велику спеку, нестачу води і провіанту, а також епідемію холери російські і козацькі війська відступили до Лівобережної України.
Другий похід розпочався 1737 року з фортеці Азов. У червні російсько-українські війська під командуванням П. Лассі форсували затоку Сиваш, а 14 липня розбили загони кримського хана Фетіх-Ґерея II і зайняли Карасубазар (нині м. Білогірськ). Проте віддаленість від баз постачання змусила командування припинити воєнні дії і віддати наказ про відступ.
Третій похід російської армії і українського козацького війська на Крим відбувся в червні–липні 1738 року і закінчився невдачею. У поході загинув гадяцький полковник Григорій Граб'янка (автор відомого літопису).

## Похід 1737
Російські сили: Азовський драгунський полк